# Au (Sieg)
Au (Sieg) ist eine kleine Ortschaft in der Gemeinde Windeck im Rhein-Sieg-Kreis, im südlichen Nordrhein-Westfalen. Sie liegt im Oberbergischen Land unmittelbar an der Sieg in einer Schleife des Flusses auf einer Höhe von 138 m ü. NHN. Der Ort Au liegt an der Bundesstraße 256 und direkt an der Landesgrenze zum Bundesland Rheinland-Pfalz. Die Orte Hamm an der Sieg und Fürthen (beide in Rheinland-Pfalz) sind zu Fuß schnell zu erreichen.
Trotz der vergleichsweise geringen Größe des Ortes von etwa 0,25 km² hat er durch seinen großen und verkehrstechnisch wichtigen Bahnhof Au (Sieg) der Kategorie 3 überregionale Bedeutung erlangt (siehe Geschichte).

## Geschichte
Seit 1603 ist die Auer Mühle belegt, die durch die Grafen von Sayn zeitlich befristet vergeben war.
1830 war Au noch nicht verzeichnet. 1845 wurde Au als Hof benannt. Er bestand aus zwei Häusern mit 19 Bewohnern, 13 evangelisch und sechs katholisch.
Das Dorf gehörte zum Kirchspiel Rosbach und zeitweise zur Bürgermeisterei Dattenfeld.
1860 wurde Au Haltepunkt der Siegtalstrecke.
1863 waren es 26 Einwohner. 1888 gab es 16 Bewohner in vier Häusern.
1962 wohnten hier 75 und 1976 65 Personen.

## Bahnstrecke
Am 1. August 1860 wurde das Teilstück der Siegstrecke zwischen Eitorf und Wissen eingeweiht. Auf dieser Strecke verkehren die Regionalzüge von Köln in Richtung Betzdorf und Siegen sowie die S-Bahnlinie S 12 von Horrem über Köln-Ehrenfeld, die hier endet. Am 1. Mai 1887 kam die abzweigende Oberwesterwaldbahn nach Altenkirchen (Westerwald)–Limburg an der Lahn hinzu, so dass Au ein Eisenbahnknotenpunkt mit ausgedehnten Gleisanlagen wurde. Seit der Modernisierung der Bahnanlagen, die Ende 2013 abgeschlossen wurde, hat der Bahnhof Au (Sieg) sechs im regulären Betrieb benutzte Bahnsteiggleise.